# Г'юстон (округ, Джорджія)
Шаблон:StateAbbr_ 32°28′ пн. ш. 83°40′ зх. д. / 32.46° пн. ш. 83.67° зх. д.
Округ Г'юстон (англ. Houston County) — округ (графство) у штаті Джорджія, США. Ідентифікатор округу 13153.

## Історія
Округ утворений 1821 року.

## Демографія
За даними перепису
2000 року
загальне населення округу становило 110765 осіб, зокрема міського населення було 94247, а сільського — 16518.
Серед мешканців округу чоловіків було 54507, а жінок — 56258. В окрузі було 40911 домогосподарств, 30221 родин, які мешкали в 44509 будинках.
Середній розмір родини становив 3,1.
Віковий розподіл населення поданий у таблиці:
| Стать    | До 15 років | 15-21 | 22-29 | 30-39 | 40-49 | 50-65 | 65-85 | Понад 85 |
| -------- | ----------- | ----- | ----- | ----- | ----- | ----- | ----- | -------- |
| Чоловіки | 13431       | 5887  | 5883  | 8715  | 8481  | 7805  | 4125  | 180      |
| Жінки    | 12465       | 5736  | 5806  | 9400  | 8721  | 8140  | 5364  | 626      |

## Суміжні округи
- Бібб — північ
- Твіггс — схід
- Блеклі — південний схід
- Пуласкі — південь, південний схід
- Дулі — південь
- Мейкон — південний захід
- Піч — захід

## Виноски
1. ↑  U.S. Decennial Census. United States Census Bureau. Архів оригіналу за 26 квітня 2015. Процитовано 23 червня 2014.
2. ↑  Historical Census Browser. University of Virginia Library. Архів оригіналу за 11 серпня 2012. Процитовано 23 червня 2014.
3. ↑  Population of Counties by Decennial Census: 1900 to 1990. United States Census Bureau. Архів оригіналу за 2 лютого 2019. Процитовано 23 червня 2014.
4. ↑  Census 2000 PHC-T-4. Ranking Tables for Counties: 1990 and 2000 (PDF). United States Census Bureau. Архів оригіналу (PDF) за 18 грудня 2014. Процитовано 23 червня 2014.
5. ↑  2016 Population Estimates. United States Census Bureau. Архів оригіналу за 29 травня 2017. Процитовано 23 червня 2014.(англ.) Наведено за англійською вікіпедією.
6. ↑  American FactFinder. Бюро перепису населення США. Архів оригіналу за 26 лютого 2012. Процитовано 31 січня 2008.

| США | Це незавершена стаття з географії США. Ви можете допомогти проєкту, виправивши або дописавши її. |